# 奧帕萊尼察

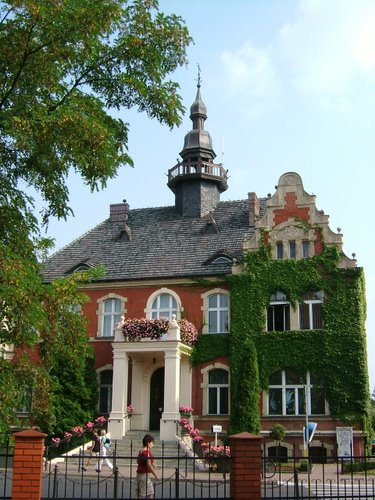

奧帕萊尼察是波蘭的城鎮，位於該國西北部，距離首府波茲南40公里，由大波蘭省負責管轄，面積6.42平方公里，2006年人口9,104。在第二次瓜分波蘭中，該鎮在1793被納入普魯士王國管治範圍。
52°18′28″N 16°24′49″E / 52.30778°N 16.41361°E